# پیوند مستقیم (پروتکل ارتباطی)
پیوند مستقیم (به انگلیسی: Direct Connect) (مخفف انگلیسی: DC) یک پروتکل (پیوند نامه) اشتراک فایل همتا به همتا می باشد. کارخواه (به انگلیسی: Client) در پروتکل «پیوند دادن مستقیم» به یک هاب مرکزی متصل می شوند، و می توانند فایل ها را مستقیماً از کارخواه دیگر بارگیری (به انگلیسی: Download) کنند. امروزه پروتکل «پیوند دادن مستقیم پیشرفته» (به انگلیسی: Advanced Direct Connect)  جایگزین این پروتکل شده است که آن را گسترش داده و به ضعف های آن رسیدگی می کند.
در این پروتکل:
- هاب
  - لیستی از کارخواه ها یا کاربران را نشان می دهد.
- هر کارخواه می تواند:
  - فایلی را جستجو کند.
  - اگر فایل را پیدا کرد، آن ها را از کارخواه دیگری بارگیری کند.
  - با کاربران دیگر گفتگو (به انگلیسی: Chat) کند. [۱]